# Éperlecques
Éperlecques è un comune francese di 3 235 abitanti situato nel dipartimento del Passo di Calais nella regione dell'Alta Francia.

## Società

### Evoluzione demografica
Abitanti censiti